# Kunonijevke
Kunonijevke (Cunoniaceae), biljna porodica s 20-ak rodova koja je svoje ime dobila po rodu vazdazelenog grmlja i drveća, kunonija (Cunonia). Kunonijevke pripadaju redu Oxalidales a obuhvaća oko 330 – 340 vrsta u 6 tribusa, a raširene su po južnoj polutki, u Australiji, Tasmaniji, Novoj Gvineji, Novoj Kaledoniji, Srednjoj i Južnoj Americi, te na Madagaskaru i jugu Afrike.

## Opis
Cunoniaceae ili porodica kunonijew*vki, sa 27 rodova i 280 vrsta, uključuje grmlje, drveće i penjačice. Imaju nasuprotne listove s dobro razvijenim stipulama između baza lista; sami listovi su perasto složeni, s neparnim brojem nazubljenih listića. Cvjetovi su mali i brojni, s prašnicima dužim od latica. Porodica je pantropska, ali je najzastupljenija na južnoj hemisferi, posebno u Australiji, Novoj Kaledoniji i Novoj Gvineji. Najveći rod je Weinmannia, s oko 160 vrsta. Neke se vrste koriste za drvo - na primjer, Ceratopetalum apetalum u Novom Južnom Walesu.

## Klasifiakcija
- Spiraeanthemum A. Gray (19 spp.)

Tribus Hooglandia klada
- Hooglandia McPherson & Lowry  (1 sp.)

Tribus Aistopetalum klada
- Aistopetalum Schltr.  (2 spp.)

Tribus Bauereae DC.
- Bauera Banks ex Andrews (3 spp.)

Tribus Schizomerieae J.Bradford & R.W.Barnes
- Anodopetalum A. Cunn. ex Endl.  (1 sp.)
- Ceratopetalum Sm. (8 spp.)
- Schizomeria D. Don (9 spp.)
- Platylophus D. Don (1 sp.)
- Davidsonia E. Muell.  (3 spp.)

Tribus Eucryphieae Cambess. ex G. Don
- Eucryphia Cav.  (7 spp.)

Tribus Geissoieae Endl. ex Meisn.
- Geissois Labill. (19 spp.)
- Karrabina Rozefelds & H.C. Hopkins  (2 spp.)
- Lamanonia Vell. (5 spp.)
- Pseudoweinmannia Engl.  (2 spp.)
- Gillbeea F. Muell. (3 spp.)

Tribus Caldcluvieae J. Bradford & R. W. Barnes
- Acrophyllum Benth. (1 sp.)
- Ackama A. Cunn. (10 spp.)
- Caldcluvia D. Don (1 sp.)
- Opocunonia Schltr. (1 sp.)

Tribus Codieae G.Don
- Callicoma Andrews (1 sp.)
- Codia J.R. Forst. & G. Forst. (15 spp.)
- Pullea Schltr.  (3 spp.)

Tribus Cunonieae (R. Br.) Schrank & Mart.
- Cunonia L. (23 spp.)
- Pancheria Brongn. & Gris  (25 spp.)
- Vesselowskya Pamp.  (2 spp.)
- Weinmannia L. (87 spp.)
- Pterophylla D. Don (66 spp.)